# Nederlandse kampioenschappen marathonschaatsen op natuurijs 1991
De Nederlandse kampioenschappen marathonschaatsen op natuurijs 1991 werden op 7 februari 1991 verreden bij Ankeveen. De nationale titels werden veroverd door Dries van Wijhe, Alida Pasveer en Marten Hoekstra, respectievelijk bij de mannen, bij de vrouwen en bij de veteranen.

## Uitslagen

### Mannen
| Plaats | Naam            | Opmerkingen |
| ------ | --------------- | ----------- |
| 1      | Dries van Wijhe |             |
| 2      | René Ruitenberg |             |
| 3      | Jos Pronk       |             |

### Vrouwen
| Plaats | Naam             | Opmerkingen |
| ------ | ---------------- | ----------- |
| 1      | Alida Pasveer    |             |
| 2      | Harriët Berkhoff |             |
| 3      | Lilian van Tol   |             |

### Veteranen
| Plaats | Naam                 | Opmerkingen |
| ------ | -------------------- | ----------- |
| 1      | Marten Hoekstra      |             |
| 2      | Henk Portengen       |             |
| 3      | Bennie van der Weide |             |